# ادواردو وینسپیر
ادواردو وینسپیر (ایتالیایی: Edoardo Winspeare؛ زادهٔ ۱۴ سپتامبر ۱۹۶۵) هنرپیشه، کارگردان فیلم اهل ایتالیا است. 
فعالیت وی از سال ۱۹۹۶ آغاز شده است